# Lokarna (Rätans socken, Jämtland)
Lokarna är en sjö i Bergs kommun i Jämtland och ingår i Ljungans huvudavrinningsområde.